# Ute Schäfer
Ute Schäfer (Ennepetal, 13 de mayo de 1967) es una deportista alemana que compitió en triatlón.
Ganó una medalla de bronce en el Campeonato Europeo de Triatlón de 1992 y una medalla de plata en el Campeonato Mundial de Triatlón de Larga Distancia de 1995. Además obtuvo una medalla de bronce en el Campeonato Europeo de Xterra Triatlón de 2004.

## Palmarés internacional
| Campeonato Europeo | Campeonato Europeo | Campeonato Europeo | Campeonato Europeo |
| Año                | Lugar              | Medalla            | Prueba             |
| ------------------ | ------------------ | ------------------ | ------------------ |
| 1992               | Lommel (Bélgica)   | Medalla de bronce  | Individual         |

| Campeonato Mundial | Campeonato Mundial | Campeonato Mundial | Campeonato Mundial |
| Año                | Lugar              | Medalla            | Prueba             |
| ------------------ | ------------------ | ------------------ | ------------------ |
| 1995               | Niza (Francia)     | Medalla de plata   | Individual         |

| Campeonato Europeo | Campeonato Europeo                    | Campeonato Europeo | Campeonato Europeo |
| Año                | Lugar                                 | Medalla            | Prueba             |
| ------------------ | ------------------------------------- | ------------------ | ------------------ |
| 2004               | Hluboká nad Vltavou (República Checa) | Medalla de bronce  | Individual         |